# Fully-Qualified Host Name
Ein Fully-Qualified Host Name (FQHN, deutsch „vollständig angegebener Rechnername“) ist ein Hostname, der entweder als vollqualifizierter Name einer Domain (Fully-Qualified Domain Name, FQDN) oder als numerische IP-Adresse eines Rechners dargestellt wird. Der FQHN bezeichnet einen bestimmten Rechner eindeutig.
Ein FQHN eines Rechners mit dem Hostnamen „host1“ der Firma mit der Domain „example.com“ kann durch den der FQDN „host1.example.com.“ bezeichnet werden. Man beachte den letzten Punkt hinter der „com“ Top-Level-Domain. Ein weiterer FQHN kann die IP-Adresse des Rechners (z. B. „192.0.2.123“) sein.
Im Gegensatz zum FQDN ist der Partially Qualified Domain Name (PQDN) eine relative Bezeichnung einer Domain. Dieser gibt nicht den vollständigen Pfad bis zur Top-Level-Domain an. Oft wird dies für einfache Hostnamen verwendet. Beispielsweise ist „host1“ ein PQDN zu „host1.example.com“. Beachte das Fehlen des letzten Punktes.
Der Begriff FQHN wird unter anderem in den beiden RFCs 1153 (Digest Message Format von 1990) und 2109 (HTTP State Management Mechanism von 1997) verwendet. RFC 2109 wurde mittlerweile durch den RFC 2965 (HTTP State Management Mechanism von 2000) abgelöst, in dem der Begriff nicht mehr auftaucht.